# Ваханга

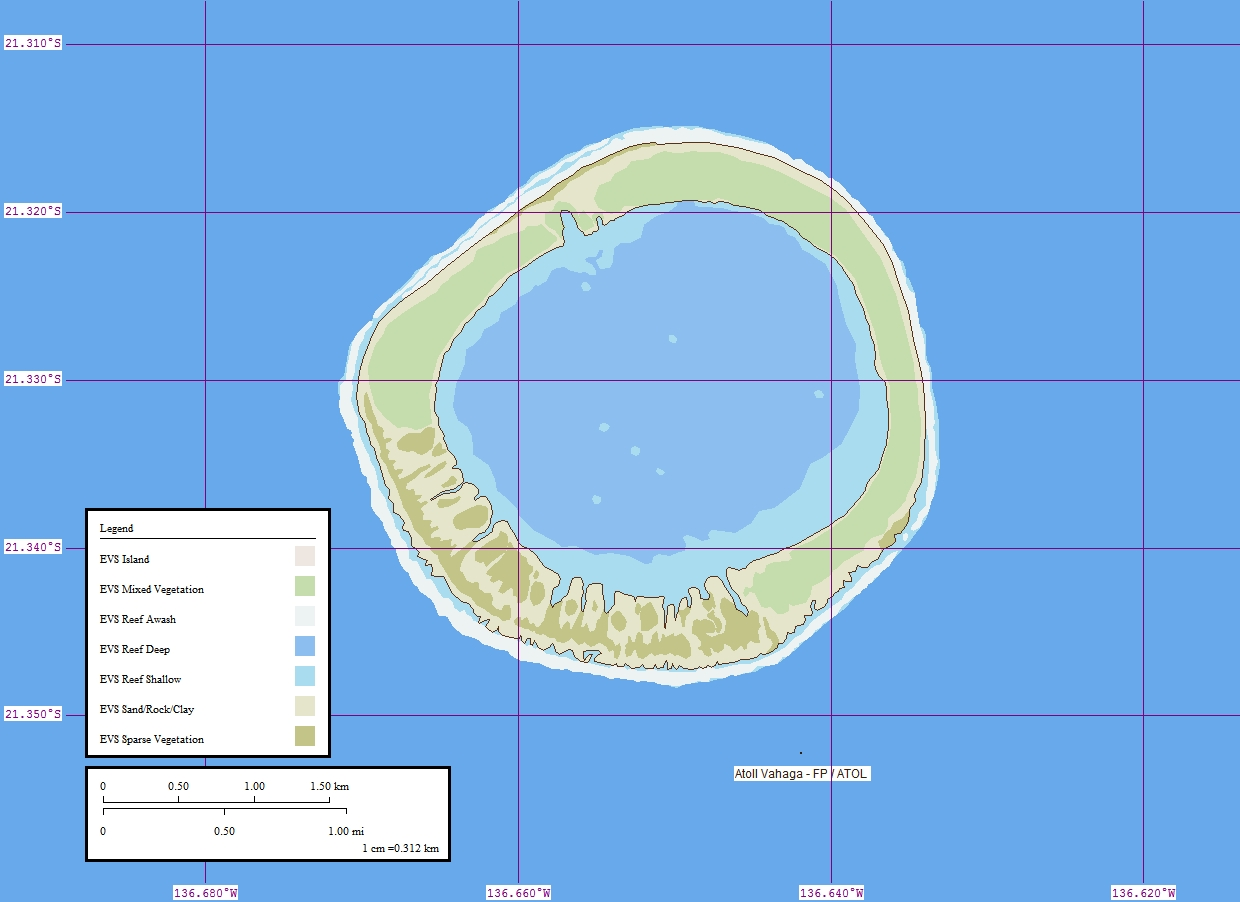
Карта Ваханги

Ваханга — невеликий безлюдний атол, що входить до групи Актеон на архіпелазі Туамоту у Французькій Полінезії і належить до муніципалітету островів Гамб'є.

## Географія
Ваханга лежить за 9 км на захід від Тенарунги і за 1362 км на південний схід від Таїті. Це круглий атол діаметром 3,6 км і площею 3,8 км2 (12,6 км2 лагуни включно). Це невисокий атол із місцем посадки на північно-західній стороні острова біля білого будинку, але доступу до лагуни немає.

## Історія
Перше зареєстроване спостереження цього атола зроблено під час іспанської експедиції португальського мореплавця Педро Фернандеса де Кіроса 5 лютого 1606 року під назвою Las Cuatro Coronadas («чотири короновані» (кокосовими пальмами)), однак ця інформація не була повністю задокументована. Таким чином, перший однозначний підхід до острова був здійснений у 1833 році мореплавцем Томасом Ебрілом на його торговому судні Amphitrite і знову в 1837 році лордом Едвардом Расселом, командиром HMS Actaeon, таку назву дала група. Раніше нею володів чоловік на ім'я капітан Ніколас, але був викуплений у 1934 році.

## Флора і фауна
Флора Ваханги складається з кокосових пальм, Portulaca lutea, Cassytha filiformis, і щирицевих, таких як вид Achyranthes aspera var. велютина.
У 2007 році екологічний проєкт, проведений Університетом Окленда та Орнітологічним товариством Полінезії, мав на меті знищити пацюків малих Ваханги, які колонізували атол, щоб відновити баланс в екосистемі, що підтримує такі види птахів, як полінезійський голуб і куліга туамотуанська. Попередня кампанія 2000 року не досягла цієї мети.
У 2015 році, внаслідок кампанії збереження птахів, на острові знищили щурів.